# Ciudad Industrial del Valle de Cuernavaca
Ciudad Industrial del Valle de Cuernavaca (CIVAC) es un parque industrial y urbano ubicado en el kilómetro 4.5 del Boulevard Cuauhnáhuac, en el municipio de Jiutepec, Morelos, a unos 10 minutos al sur del Valle de Cuernavaca.
Fue creado formalmente mediante decreto presidencial el 4 de marzo de 1966, bajo el gobierno del entonces gobernador Emilio Riva Palacio Morales, con el objetivo de estimular el desarrollo económico regional y generar fuentes de empleo. Sin embargo, el proyecto industrial antecedió a su fundación oficial: en 1961 se instaló la empresa Mexama, y posteriormente se incorporaron Nissan Mexicana (1966) y Syntex (1967) como pioneras del parque industrial.
CIVAC fue planificada originalmente como una ciudad dormitorio e industrial. Según fuentes locales, “está construida para albergar a los trabajadores de la industria”. Ocupa unas 230 hectáreas totalmente urbanizadas, lo que la convierte en uno de los parques industriales más grandes y organizados de México.

## Historia
CIVAC se concibió en la década de 1960 como un polo de desarrollo para el estado de Morelos. El gobernador Emilio Riva Palacio impulsó su creación con el propósito de generar empleo y dinamizar la economía estatal.

### Hitos históricos destacados
- 1961 – Se instala Mexama, primera empresa en la zona, antes del decreto oficial.
- 4 de marzo de 1966 – CIVAC es fundada formalmente por decreto presidencial. Ese mismo año inicia operaciones la planta de Nissan Mexicana, la primera expansión de la marca fuera de Japón.
- 1967 – Se incorpora Syntex (laboratorio químico-farmacéutico) a la zona industrial.
- 1972 – Se constituye la Asociación de Propietarios del parque (PROCIVAC) para organizar y administrar el parque industrial.
- 1993 – PROCIVAC asume oficialmente el suministro de servicios públicos exclusivos para la zona industrial.
- Décadas posteriores – El parque crece incluyendo zonas habitacionales y servicios para trabajadores. En 2016, Nissan celebró 50 años de producción y en 2019 alcanzó los seis millones de unidades producidas.

El desarrollo de CIVAC tuvo un impacto notable en el municipio de Jiutepec, que experimentó un crecimiento urbano acelerado. Alrededor del parque surgieron colonias y nuevas zonas habitacionales. Una tesis de la UNAM clasifica a CIVAC como una ciudad industrial exitosa debido a su alta ocupación y cercanía con la Ciudad de México.

## Estructura y servicios
Desde su creación, CIVAC contó con infraestructura planificada para su operación industrial. La Asociación de Propietarios de CIVAC (PROCIVAC) es una organización civil, fundada en 1972, conformada por las empresas del parque, que gestiona la mayoría de los servicios públicos.
A través de cuotas proporcionales al tamaño de cada empresa, PROCIVAC provee:
- Agua potable
- Drenaje y alcantarillado
- Recolección de basura
- Pavimentación y mantenimiento vial
- Alumbrado público
- Señalización
- Normatividad urbana y seguridad industrial
- Servicios medioambientales

PROCIVAC también opera un Centro de Control de Emergencias especializado en incidentes industriales. CIVAC dispone de vigilancia privada, estación de bomberos, guardería infantil, servicios médicos, bancos, parques, cines y un centro de convenciones.
Una instalación destacada es la planta tratadora de aguas residuales ECCACIV, inaugurada en 1989, que se encarga del tratamiento de todas las descargas industriales del parque. En su etapa de mayor ocupación, CIVAC albergó hasta 160 empresas asociadas. Para 2025, operaban cerca de 157 empresas formales.

## Empresas principales
CIVAC engloba empresas pertenecientes a los sectores farmacéutico, automotriz, químico, tecnológico y de bienes de consumo. Muchas son multinacionales.

### Lista destacada de empresas activas
- Dr. Reddy’s (antes Roche) – Farmacéutica
- Unilever – Bienes de consumo
- Baxter – Equipos y dispositivos médicos
- Gemalto (ahora parte de Thales) – Seguridad digital
- Alucaps – Envases plásticos (México)
- Givaudan – Aromas y fragancias (Suiza)
- GlaxoSmithKline (GSK) – Farmacéutica
- NEC Corporation – Tecnología y electrónica
- Fibrolub Mexicana – Lubricantes industriales
- Mycom Mayekawa – Maquinaria industrial
- Nissan Mexicana – Automotriz (inactiva a partir de marzo del 2026)[7]

## Administración
Desde 1972, el parque industrial CIVAC es administrado por la asociación PROCIVAC (Promoción del CIVAC), que agrupa a la mayoría de las empresas del parque. Este organismo coordina la operación, mantenimiento y desarrollo de la infraestructura industrial, así como el cumplimiento de normas ambientales, urbanas y de seguridad.